# Aero L-29 Delfín
Aero L-29 Delfín (NATO oznaka: Maya) je češkoslovaško enomotorno reaktivno šolsko vojaško letalo, ki so ga načrtovali inženirji Jan Vlček, Z. Rublič in K. Tomáš v 1950ih. L-29 je prvo češkoslovaško reaktivno letalo. Delfin je bil nekaj desetletij primarni trenažer držav Vzhodnega bloka. 
Prvi prototip XL-29 je prvič poletel 5. aprila 1959. Prvi prototip je uporabljal britanski turboreaktivni motor Bristol Siddeley Viper, drugi prototip in proizvodne verzije pa Motorlet M-701. 

## Specifikacije (L-29)
Podatki iz Jane's All The World's Aircraft 1971–72; Taylor 1971,p.29
Splošne karakteristike
- Posadka: 2 (študent in inštruktor)
- Dolžina: 10,81 m (35 ft 5½ in)
- Razpon kril: 10,29 m (33 ft 9 in)
- Višina: 3,13 m (10 ft 3 in)
- Površina kril: 19,8 m² (213 ft²)
- Teža praznega letala: 2280 kg (5027 lb)
- Naložena teža: 3280 kg (7231 lb)
- Maks. vzletna teža: 3540 kg (7804 lb)
- Pogon letala: 1 × Motorlet M-701C 500 turboreaktivni motor, 8,7 kN (1960 lbf)

 Zmogljivost 
- Neprekoračljiva hitrost: 820 km/h (442vozlov, 510 mph)
- Maks. hitrost: 655 km/h (353 vozlov, 407 mph) na višini 5000 m (16400 ft)
- Hitrost porušitve vzgona: 130 km/h (71 vozlov, 81 mph) s spuščenimi zakrilci
- Doseg: 894 km (480 nmi, 555 milj)
- Trajanje leta: 2 uri 30 min
- Višina leta: 11000 m (36100 ft)
- Hitrost vzpenjanja: 14,0 m/s (2755 ft/min)Oborožitev
- do 200 kg (440 lb) bomb ali raket